# Domingos da Costa e Oliveira
Domingos Augusto Alves da Costa e Oliveira (Lisboa, 31 de julio de 1873-Lisboa, 25 de diciembre de 1957)
fue un político y militar portugués. Fue primer ministro de Portugal entre 1930 y 1932, siendo el único primer ministro duradero de la dictadura militar.

## Biografía
Nació en Lisboa, en 1873, entró en su juventud a la Escuela Militar, dedicándose a la caballería, ya que da Costa e Oliveira era un aficionado a los equinos, escribiendo durante su vida diversos libros sobre las especies de caballos y la equitación.
Su carrera militar, destacada, se vio envuelta entre el regimiento de Lanceros y Caballería, fue uno de los salazaristas monárquicos, ya que a la proclamación de la Primera República Portuguesa, se replegó en fidelidad a los reyes, sin buenos resultados, instaurándose la República.
Participó en el movimiento que culminó con la llegada de Pimenta de Castro al poder, movilizando las tropas en Alentejo.
En 1926, se unió a la instauración de la dictadura militar, siendo una de las cabezas del movimiento que destituyó a la Primera República Portuguesa, en esa época, fue aceptada su solicitud de ascenso y fue nombrado general del ejército.
En 1927, fue nombrado gobernador militar de Lisboa, cargo que lo ligó fuertemente al agitado gobierno de la época.

## Gobierno
El 21 de enero de 1930, el gobierno de Óscar Carmona lo nombra primer ministro de Portugal, tras unas estrategias, no culminadas por su predecesor, se logra estabilizar la dictadura y se empieza a formar el Estado Nuevo, impulsado por el ministro de Finanzas António de Oliveira Salazar.
Bajo su gobierno, se institucionalizó la dictadura, formándose en un acto la Unión Nacional, único partido del salazarismo, y se reformaron los puestos.
Además, gracias a la política económica de Salazar, se empezaron a sentir los primeros síntomas de recuperación económica y empezó a subir el apoyo al régimen, aunque todo era un plan para que Salazar gobernara.
Durante su administración promulgó la Ley Colonial Portuguesa, que reformaría la Constitución de 1911, que antecedería a la constitución elaborada por Salazar.
En 1931, Costa e Oliveira, suprimiría finalmente el último intento revolucionario contra el régimen, apaciguándose finalmente el ambiente político en Portugal.
En el año 1932, se empezó a plantear una nueva constitución, y el régimen ya estabilizado hizo que Costa e Oliveira, con una elevada popularidad, entregara el cargo a António de Oliveira Salazar, naciendo así el salazarismo.

## Muerte
Como era un amigo personal de su sucesor, prosiguió con el cargo de gobernador militar de Lisboa, a cual renunció en 1938. A pesar de ser amigo de Salazar, encabezó las primeras protestas ante las reformas militares impuestas por el ministro de Guerra de Salazar, Santos Costa, pasando a la reserva.
Murió en 1957.

| Predecesor: Artur Ivens Ferraz | Primer ministro de Portugal 1930-1932 | Sucesor: António de Oliveira Salazar |

- Datos: Q727082